# Hadrobunus
Hadrobunus is een geslacht van hooiwagens uit de familie Sclerosomatidae.
De wetenschappelijke naam Hadrobunus is voor het eerst geldig gepubliceerd door Banks in 1900. 

## Soorten
Hadrobunus omvat de volgende 2 soorten:
- Hadrobunus grandis
- Hadrobunus maculosus